# Cap des Pins
Cap des Pins ist die erste französische Serie im Format einer Daily Soap. Sie lief in 291 Episoden von 1998 bis 2000 auf France 2.

## Inhalt
Im Zentrum steht die Familie Chantreuil. Oberhaupt ist der skrupellose Kosmetikkonzern-Fabrikant Gérard Chantreuil, der seine Frau Anna demütigt. So hat Gérard eine Affaire mit der jüngeren Angestellten Charlie (Chantal Desroches), die von ihm schwanger wird und zu Beginn gegen Anna intrigiert. Anna wird von ihrer Schwiegermutter gestärkt und setzt sich für ihre Kinder Brice und Louise ein. Ab Folge 100 emanzipiert sich Anna, verliebt sich in Jugendfreund Serge Letan (Jean-Claude Bouillon) und geht gegen Gérards Machenschaften vor.

## Produktion und Veröffentlichung
Die Serie wurde von 1998 bis 2000 Télé-Images Création nach Drehbüchern von Thomas Barichella, Joël Meziane und Emmanuel Schaeffer produziert. Produzentin war Simone Halberstadt Harari und das von Eric Clapton komponierte Titellied Contre vents et marées singt Françoise Hardy.
Die Hauptdarsteller Paul Barge als Gérard und Claude Jade als Anna Chantreuil spielten bereits gemeinsam Filmpaare in Der Rächer aus dem Sarg (1968) und La Mandragore (1973).
Die Erstausstrahlung der Serie fand vom 14. September 1998 bis zum 31. März 2000 bei France 2 statt. Es folgten Ausstrahlungen zum Beispiel in Italien.